# Ligne de Côte-Est (Suède)
La ligne de Côte-Est  (suédois: Ostkustbanan) est une ligne de chemin de fer suédoise longue de 402 km, suivant un trajet de Stockholm, via Uppsala, Gävle et Sundsvall.

## Histoire
Selon un plan adopté en 1926, la ligne sera plus de 301 km de long,
avec des coûts de construction pour la ligne Söderhamns de 49 millions de couronnes. Une décision parlementaire de 1923 a conclu que l'État financerait 28 millions de couronnes pour la construction, dont 15 millions pour la souscription d'actions dans la compagnie et des prêts pour la balance. Le gouvernement offre un autre 3,76 million de couronnes d’emprunts supplémentaires, approuvé par le parlement en 1926.
La ligne s’ouvre progressivement ; la portion de la ligne Ljusne-Stugsund a été ouvert au public le 2 décembre 1923, entre Hudiksvall et Iggesund le 6 septembre 1924 et entre Njurunda et Harnosand le 17 décembre 1925. L'ensemble du tronçon Gälve-
Söderhamn devrait être achevé à l'automne 1926, et d’autres parties de la ligne à la fin de 1927. Une proposition, donc les autorités de l'État ont approuvé, est d’acheter le chemin de fer du Nord Hälsinglands à voie étroite et éventuellement la reconstruction de ce dernier (à écartement standard) avec une connexion à l’Ostkustbanan.